# Złotoryja
Złotoryja é um município da Polônia, na voivodia da Baixa Silésia e no condado de Złotoryja. Estende-se por uma área de 11,51 km², com 15 844 habitantes, segundo os censos de 2017, com uma densidade de 1201,5 hab/km².